# St Winnow
St Winnow – wieś w Anglii, w Kornwalii. Leży 70 km na północny wschód od miasta Penzance i 341 km na zachód od Londynu. W 2001 miejscowość liczyła 304 mieszkańców.